# Shell Lake (Wisconsin)
Shell Lake – miasto w Stanach Zjednoczonych, w stanie Wisconsin, siedziba administracyjna hrabstwa Washburn.